# Rete ferroviaria della Sicilia
La rete ferroviaria della Sicilia, che dal 1986 comprende solo linee a scartamento normale, è gestita interamente da Rete Ferroviaria Italiana; fanno eccezione la linea Paternò-Randazzo-Giarre-Riposto, di 91 km a scartamento ridotto e la Metropolitana di Catania che sono gestite dalla Ferrovia Circumetnea. La rete FS in esercizio si estende, al 2023, per 1370 km di lunghezza.
Le ferrovie siciliane risultano costituite in 8 linee, che abbracciano tutte le nove province della regione. Molte linee sono state dismesse e, in genere smantellate, in particolare negli anni sessanta (ma anche fino quasi alle soglie degli anni novanta sono avvenute dismissioni), principalmente perché poco competitive rispetto al trasporto su strada, o in quanto le esigenze per cui erano nate, come il trasporto dello zolfo estratto in grande quantità nelle miniere del centro della regione, erano ormai cessate.
La rete siciliana costituisce la più estesa rete ferroviaria insulare del Mediterraneo ma i tracciati sono, di massima, rimasti quelli originari e tortuosi e le opere di ammodernamento, nel corso del ventesimo secolo, sono state molto limitate. A partire dal primo decennio del XXI secolo sono state progettate rettifiche di tracciato, con raddoppio dei binari e varianti significative, tra Bicocca e Fiumetorto e tra Giampilieri e Fiumefreddo, i cui lavori sono in parte ultimati, in parte in corso e in parte solo iniziati.

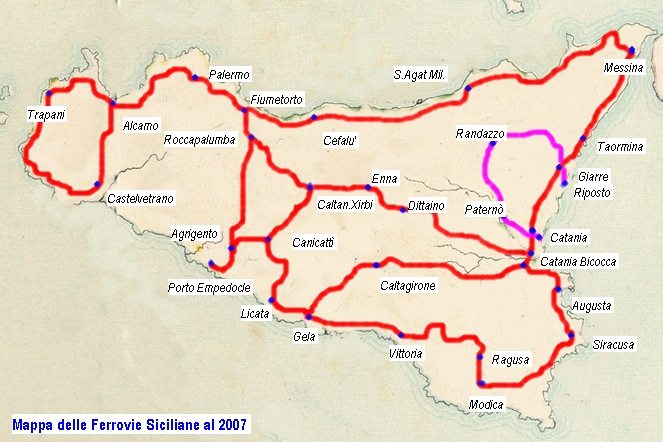
La rete ferroviaria in esercizio in Sicilia all'inizio del XXI secolo. In rosso le linee RFI, in viola la linea FCE

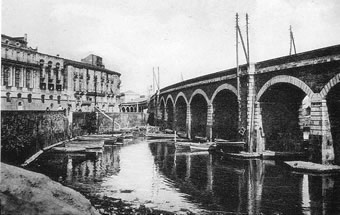
Una delle prime opere di attraversamento ferroviario urbano a Catania: gli Archi della Marina

## Storia
Se il Regno delle Due Sicilie ebbe il vanto della prima ferrovia in Italia, non fu così per la Sicilia nonostante già da tempo fosse stato intrapreso lo sfruttamento dello zolfo isolano. Numerose furono le istanze provenienti dai vari settori imprenditoriali agricoli ed industriali; nel 1859 l'imprenditore palermitano Gaspare Ciprì aveva perfino fondato un giornale dal titolo Le ferrovie sicule ed aveva intrapreso trattative con investitori belgi ed olandesi per l'eventuale costituzione di una compagnia ferroviaria che costruisse le tratte afferenti ai due porti più utili allo scopo, la Palermo-Bagheria (per l'imbarco al porto di Palermo dello zolfo di Lercara) e la Caltanissetta-Licata (per l'imbarco al porto di Licata di quello del nisseno). Poco tempo dopo l'Istituto per la promozione dell'agricoltura, delle arti e dei mestieri di Palermo bandiva un concorso per lo studio di una rete ferroviaria della Sicilia; in quest'ambito sortiva un progetto che stabiliva come realizzazione prioritaria la ferrovia Palermo-Girgenti con diramazione per Caltanissetta e Licata. Con la proclamazione del Governo Provvisorio Dittatoriale di Giuseppe Garibaldi tutto questo fervore ebbe immediato riscontro e il 25 settembre 1860 veniva firmata una Convenzione con la Società Adami e Lemmi costituita dai banchieri Pietro Augusto Adami e Adriano Lemmi di Livorno per la realizzazione della rete ferroviaria isolana. Poco tempo dopo il governo sabaudo neocostituito, revocata la convenzione, trasferiva l'atto concessorio alla Società Vittorio Emanuele (a capitale prevalentemente francese); ciononostante, le ferrovie in Sicilia vennero costruite tardi ed a rilento stante la progressiva situazione di insolvenza e dissesto finanziario in cui venne a trovarsi presto la detta società. Ancora nei primi anni settanta del XIX secolo il sindaco di Catania Tenerelli, finanziere e imprenditore del settore zolfifero, denunciava il ritardo con cui si procedeva nella costruzione della ferrovia Palermo-Catania come motivo principale di paralisi dell'industria zolfifera.
La prima breve tratta di strada ferrata in Sicilia fu realizzata nel 1863 ad opera dell'ing. Francesco Durante Scimone, quando vennero posati i binari tra il capoluogo e il vicino centro di Bagheria. Nel 1866 prese invece avvio la costruzione della seconda linea (la più trafficata della regione): la ferrovia Messina-Catania-Siracusa, completamente attivata nel 1871, e completata in tempi assai più brevi rispetto alla Palermo-Messina. La ferrovia Palermo-Catania iniziata nel medesimo periodo sfruttava il primo tratto originario tra Palermo e Bagheria per poi inoltrarsi nella Sicilia interna arrestandosi tuttavia alla stazione di Roccapalumba nei pressi dell'area zolfifera di Lercara Friddi con il preciso scopo di convogliare sul porto di Palermo il minerale estratto; nel 1869 si apriva il primo tratto tra Catania e Bicocca ed entro la metà del 1870 era attivo fino a Pirato (Leonforte); era questo il percorso che più interessava agli industriali dello zolfo per l'esteso bacino minerario di Grottacalda, Floristella e Sant'Agostino. In seguito, i lavori si estesero verso Enna e Santa Caterina Xirbi, raggiunte nell'estate del 1876, anch'esse interessate dalla ferrovia soprattutto per l'importanza delle attività estrattive delle miniere di zolfo di Villarosa e Imera nell'interno della Sicilia; il tratto Leonforte-Villarosa infatti venne costruito in subappalto da Robert Trewhella (il costruttore della Ferrovia Circumetnea) anch'esso grosso imprenditore zolfifero.
La costruzione della linea costiera tra Licata e Siracusa, fortemente propugnata per attrarre le merci verso il porto aretuseo, fu però abbastanza tardiva rispetto alle altre e classificata tra le linee complementari da costruire solo con il contributo degli enti locali. Ciò perché l'interesse maggiore degli imprenditori minerari era quello di far arrivare lo zolfo alle raffinerie della costa di Porto Empedocle e di Licata, scali marittimi per l'imbarco del minerale; il comprensorio nisseno e Canicattì erano stati collegati sin dal 24 settembre 1876 e successivamente la tratta di collegamento fino ad Aragona Caldare raggiunse la linea di Palermo (che attraversava gli altri importanti bacini minerari di Comitini, Casteltermini e Lercara). Nel 1881 col proseguimento su Licata era stato finalmente realizzato il collegamento con la costa.
Il tratto da Siracusa a Noto venne attivato dalla Società per le Strade Ferrate della Sicilia, nuova società concessionaria, solamente il 5 aprile del 1886. Si aspettò ancora il 1891 perché Licata fosse collegata con Gela, a quel tempo Terranova di Sicilia e il 23 dicembre 1891 venne aperto all'esercizio anche il tronco di linea Noto-Modica. E due anni dopo, nel 1893 il tronco Terranova di Sicilia - Comiso e il Comiso-Modica, che completava la ferrovia Siracusa-Licata, il 18 giugno dello stesso anno.

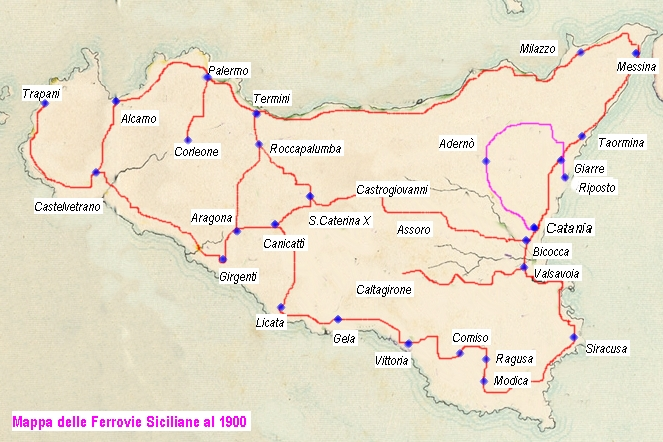
Le ferrovie siciliane all'inizio del XX secolo

 Dal capoluogo, all'inizio primo fulcro d'irradiazione delle strade ferrate sicule, solo nel 1880 iniziarono le prime aperture di tratte della linea per Trapani a cura della Società della Ferrovia Sicula Occidentale che venne raggiunta sei anni dopo ma per la via più lunga di Castelvetrano. Nel 1892 fu terminata anche la linea per Caltagirone dal capoluogo etneo, tuttavia solo dal 1931 questa località venne collegata alla stazione di Dittaino, nei pressi di Enna, (ma a scartamento ridotto) e si dovette attendere ben mezzo secolo, ossia fino al 1979, affinché entrasse in attività la prosecuzione della linea fino a Gela che, probabilmente, non sarebbe mai stata raccordata alla linea Catania-Caltagirone senza la nascita del polo petrolchimico gelese. Rimase invece senza esito il collegamento diretto tra Caltagirone e Canicattì, che avrebbe accorciate le distanze tra Catania e Agrigento, nonostante fosse già stata completata buona parte dei lavori.

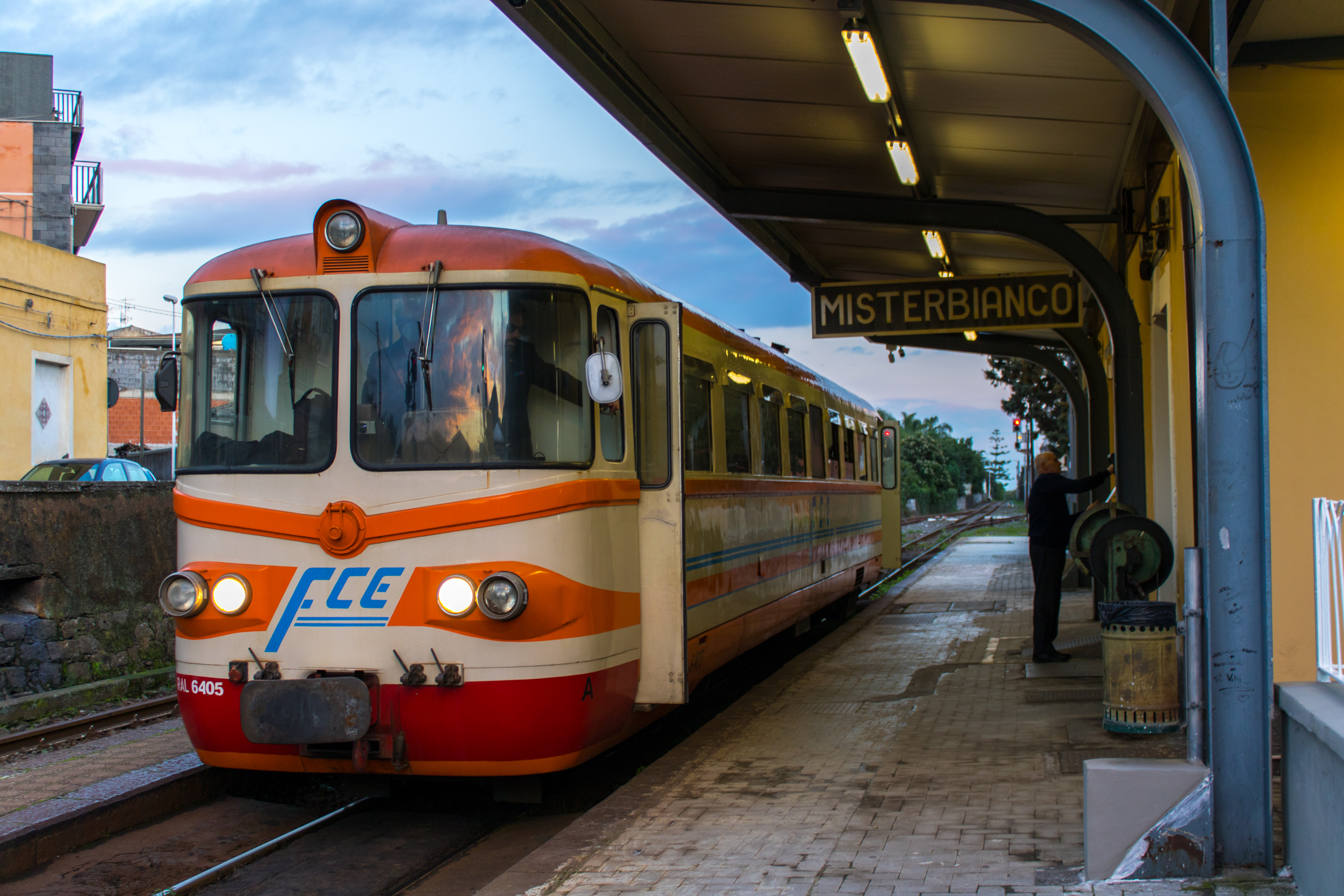
La Ferrovia Circumetnea, inaugurata nel 1898 alle falde dell'Etna.

Sempre a Catania, fu terminata nel 1898 la ferrovia Circumetnea, che con i suoi binari cinge alla base l'enorme massiccio dell'Etna; tuttavia, nei progetti iniziali era stata a gran voce reclamata l'esigenza di far raggiungere dalla linea anche i centri a nord della provincia di Enna, che invece rimasero privi di strade ferrate. Quando negli anni cinquanta venne finalmente completata la pittoresca ferrovia Catania-Motta Sant'Anastasia-Regalbuto era ormai troppo tardi rispetto agli scopi per cui era stata progettata ma tuttavia venne intensamente utilizzata fino agli anni settanta per il trasporto delle arance da Leto, Mandarano e Carcaci (nel territorio di Centuripe) e Schettino e Paternò; a partire dall'inizio degli anni settanta però gli agrumi vennero via via trasportati in altri modi e la linea dopo qualche decennio venne dismessa.
I progetti preliminari, anche in questo caso, prevedevano il proseguimento della linea fino a Leonforte e Nicosia, da dove si sarebbero attraversate le Madonie sboccando in direzione di Termini Imerese, sul Mar Tirreno, in modo da poter più rapidamente collegare l'Ennese, con i suoi grandi bacini zolfiferi a Catania e a Palermo e soprattutto per ridurre il problema dell'eccessiva pendenza del valico della Misericordia ad Enna che raggiungeva ben il 32 per mille; la linea invece era stata progettata con una pendenza massima del 21 per mille. Neanche stavolta i progetti furono completati (nonostante già fosse stato realizzato il tracciato fino a Nicosia) a causa del minore interesse a uno sviluppo del trasporto ferroviario nella regione non ritenendo giustificato l'investimento di elevate risorse finanziarie per l'attraversamento di territori montagnosi come gli Erei e le ancor più impervie Madonie.
L'antica idea venne ripresa, di massima, nei primi anni duemila da un progetto RFI SpA per la costruzione di un nuovo asse portante Messina-Catania-Palermo ad alta velocità/alta capacità che utilizzando parte del tracciato storico della Catania-Palermo, (con gli adeguamenti necessari e raddoppiato), dalla Stazione di Catania Bicocca fino alla Stazione di Catenanuova-Centuripe, puntando poi verso gli Erei in direzione di Regalbuto e con una serie di gallerie per complessivi 39 km, e attraversando le ultime propaggini dei Nebrodi fino a raggiungere la linea costiera Messina-Palermo a Castelbuono, poco prima di Cefalù. Tale percorso prevedeva di abbattere drasticamente i tempi di collegamento tra le due città metropolitane ma innescò le polemiche delle istituzioni ennesi e nissene che preferivano una linea che si addentrasse fino ad Enna e Caltanissetta ripercorrendo una versione solamente ammodernata del tracciato attuale. Queste ultime due città ai tempi della costruzione della ferrovia furono raggiunte soprattutto per la ricchezza dei loro bacini zolfiferi; in seguito all'abbandono dell'estrazione del minerale, dalla fine degli anni sessanta, il trasporto di merci per ferrovia divenne marginale, sia per crisi dei mercati che, dalla fine degli anni ottanta, in conseguenza della decisione delle FS di abbandonare il trasporto a piccole partite in favore del treno completo.
La deviazione del tracciato previsto per la linea A.V. con fermata nelle due città tuttavia ne vanificherebbe totalmente la costruzione visto che le fermate al di sotto dei 100 km di percorso abbattono drasticamente la velocità commerciale.

## Estensione della rete
La rete ferroviaria siciliana, nata in gran parte nei 70 anni tra l'Unità d'Italia e il primo decennio di governo Mussolini, ha subito da allora variazioni poco significative fino al secondo dopoguerra quando, soprattutto con il cosiddetto decreto Scalfaro, è incominciata la dismissione di alcune linee che si ritenevano troppo onerose per il rapporto tra i ricavi e la resa nonostante servissero, a volte come unico collegamento, le popolazioni locali delle zone interne. Una seconda ondata di dismissioni in tempi più recenti si è avuta in conseguenza del cosiddetto decreto Signorile. Nel 2008 la rete si configurava paradossalmente somigliante a quella degli inizi del XX secolo, con estensione di poco inferiore ma nel 2010 sono state sospese ulteriori tratte ferroviarie e permane l'incertezza sul destino di importanti linee come la Siracusa-Gela-Canicattì e la Alcamo-Castelvetrano-Trapani.

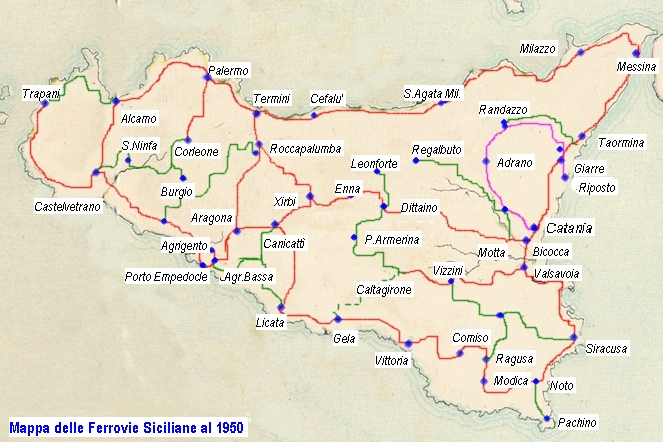
Estensione della rete ferroviaria siciliana al 1950

Le linee più importanti della rete odierna sono: la tirrenica, tra Messina e Palermo a cui fa capo verso ovest il prolungamento sull'Aeroporto di Punta Raisi e verso Trapani e la jonica, tra Messina, Catania e Siracusa; completa il quadro la centrale sicula, nell'interno, tra Palermo e Catania attraverso Caltanissetta ed Enna. In corso di potenziamento e velocizzazione la trasversale interna tra Palermo ed Agrigento e in misura minore quella tra Catania e Gela. Esistono tuttavia anche linee di funzione più limitatamente locale e pendolare come la Alcamo-Castelvetrano-Trapani e la meridionale Siracusa-Ragusa-Gela-Canicattì che pur attraversando molte aree e centri produttivi importanti non sembrano godere di molta considerazione. Tra queste è degna di nota la ferrovia Circumetnea, linea ferroviaria con funzione suburbana e metropolitana.

### La dorsale tirrenica
La linea interessa i due poli urbani di Palermo e Messina attorno ai quali si svolge il maggior traffico pendolare e permette di raggiungere, proseguendo, anche la città di Trapani; è detta tirrenica perché segue fedelmente la linea costiera del Mar Tirreno, sul versante nord della regione. L'unione delle due linee Palermo-Messina e Palermo-Trapani copre interamente il versante tirrenico della Sicilia.
La Tirrenica Palermo-Messina fu inaugurata completamente nel 1895 sostituendo il lunghissimo tragitto precedente che, da Palermo, passava per Aragona, Caltanissetta, Enna e Catania per poi giungere finalmente a Messina. La linea segue pedissequamente la costa tirrenica per la maggior parte del percorso in conseguenza della difficile orografia del territorio, in molti casi con costa ripida e strapiombante nel mare, senza addentrarsi verso l'interno se non in pochi casi. Da molti anni è in corso di costruzione il raddoppio con costi molto rilevanti data la necessità di opere d'arte notevoli con spostamento del tracciato più all'interno. La linea, che misura 213 km, è ancora per buona parte a semplice binario e con velocità di tracciato piuttosto bassa per buona parte del percorso. Fino agli anni novanta per superare il valico dei Peloritani, nei pressi di Messina, occorreva per i treni di composizione più elevata la spinta in coda con una locomotiva a maglia sganciabile; quando la trazione era ancora a vapore, cioè fino agli anni cinquanta, ciò causava non pochi problemi di salute ai macchinisti di coda a causa del fumo che si accumulava in galleria. Nel maggio 1951 iniziò l'esercizio a trazione elettrica dal lato della città peloritana; i lavori di elettrificazione raggiunsero il capoluogo siciliano nel 1955. Nel corso degli anni successivi vennero raddoppiati i tratti prossimi alle due città e infine con l'attivazione della Galleria Peloritana eliminato il servizio di spinta ai treni pesanti. In passato la linea ebbe un incremento del traffico merci a supporto delle attività industriali del palermitano e dello stabilimento FIAT di Termini Imerese anche se penalizzato dal binario unico e dalla quantità di incroci e precedenze a causa del coesistente traffico passeggeri. La crisi generale degli anni duemila ha ridotto drasticamente tale traffico.
La dorsale è integrata dalla Palermo-Trapani, lunga 125 km, da cui si dirama l'importante ramo (di 14 km) per l'Aeroporto di Palermo-Punta Raisi. La linea si addentra nella piana di Trapani, tagliando nettamente la punta di San Vito Lo Capo per raggiungere Trapani da cui si può proseguire per Marsala, Mazara del Vallo e Castelvetrano. La velocità di linea si aggira sugli 80-90 km/h, con notevoli pendenze (19 per mille) attorno a Partinico.

### La dorsale jonica
La jonica è la seconda linea importante della Regione. È lunga 182 km da Messina Centrale a Siracusa. Fu la prima linea della regione ad essere realizzata interamente tra il 1867 e il 1871, con il tracciato attuale eccetto le moderne tratte in variante a doppio binario tra Fiumefreddo e Catania e tra Messina Centrale e Giampilieri.
Su questa linea hanno viaggiato, tra l'altro, le eleganti locomotive 625 e alcune tra le più imponenti locomotive a vapore italiane come le 746 e 480, le littorine ALn 56 Fiat e le ALn 772. Nel tardo dopoguerra, con l'elettrificazione, sono arrivati i locomotori E.636, E.626 e le elettromotrici Ale 840 integrati, dalla metà degli anni settanta, anche dalle E.646 e successivamente E.656. La linea vedeva anche la presenze delle ALe 601, che effettuavano il treno rapido "Peloritano", per Roma Termini.
Sulla linea jonica circolano tutte le categorie di treni, fatta eccezione per Eurostar o similari, e un tempo anche molti treni di agenzia a carattere turistico. Il traffico è comunque condizionato dalla presenza della lunga tratta a binario unico nella parte centrale. La linea inizia a doppio binario da Messina centrale fino a Giampilieri da dove diventa a binario singolo; da qui e fino a Taormina si attraversano zone densamente abitate e si alternano tratti allo scoperto con altri in galleria; la linea si addentra ancora, proseguendo su Giarre (dove c'è la coincidenza con la FCE) ed Acireale ridiventando a doppio binario poco dopo la stazione di Fiumefreddo di Sicilia e fino all'ingresso di Catania; il tratto acese è, dagli anni ottanta, quasi tutto in galleria in seguito alla costruzione del doppio binario. Il tratto di linea che attraversa Catania è in corso di interramento con previsione di completamento dei lavori nel 2016. Dalla stazione di Catania Acquicella si costeggia l'aeroporto di Fontanarossa a doppio binario che però termina già a Bicocca; ridiventa a semplice binario attraversando quasi ininterrottamente agrumeti e tratti costieri fino ad Augusta; dopo il lungo tratto quasi rettilineo che passa attraverso il Petrolchimico di Priolo, ridiventa a doppio binario a Targia fino a Siracusa da alcuni anni trasformata in stazione di testa.

### La dorsale della Sicilia centrale

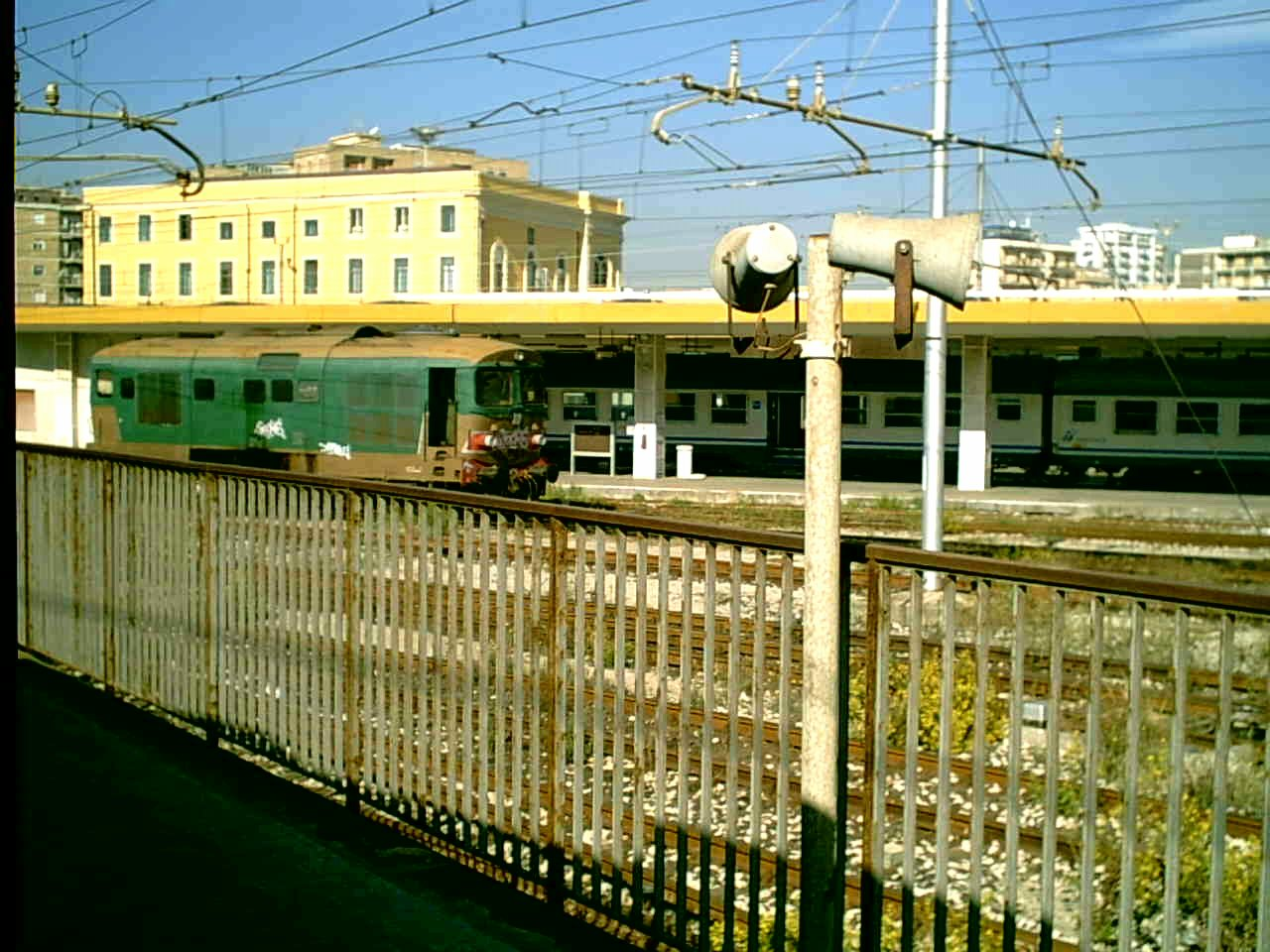
La stazione di Catania Centrale, vista nel 2004 dalla fermata FS della metropolitana di Catania, soppressa nel 2016.

La dorsale della Sicilia centrale iniziata nel 1863 con la Palermo-Bagheria venne ultimata nel 1885, con l'apertura della galleria di Marianopoli che consentiva ai treni diretti tra Palermo e Catania di impegnare la cosiddetta linea di Vallelunga evitando il lungo giro di quella, aperta nel 1881, che da Roccapalumba giungeva ad Aragona-Caldare (alle porte di Agrigento, allora Girgenti) per poi risalire fino a Canicattì e Caltanissetta Xirbi (all'epoca Santa Caterina Xirbi). Il periodo di costruzione più che ventennale è spiegabile per le difficoltà orografiche dei tratti di territorio attraversati, oltre che per la lunghezza della linea, circa 240 km, che attraversa i capoluoghi di provincia dell'entroterra, Enna e Caltanissetta. Inizialmente, quando venne realizzata si trattò di un collegamento su Lercara e successivamente per Girgenti perché l'interesse primario era soprattutto quello di far giungere lo zolfo dei bacini interni della Sicilia ai porti di Palermo o di Porto Empedocle. Solo in seguito si profilò più concretamente l'opportunità di collegare la suddetta linea a quella già costruita proveniente da Catania.
I convogli provenienti da Palermo, giunti a Roccapalumba per la maggior parte vanno verso Agrigento, mentre alcuni proseguono per Caltanissetta e Catania attraverso una lunga serie di vallate e colline scarsamente antropizzate e la lunga Galleria di Marianopoli che preannuncia l'arrivo alla Stazione di Caltanissetta Xirbi. Da Xirbi si stacca il troncone ferroviario diretto a Canicattì ed Agrigento.
La ferrovia prosegue con la Stazione di Villarosa, un tempo importante scalo zolfifero e dall'8 dicembre 1995 sede di un interessante Museo ferroviario, dell'arte mineraria e della civiltà contadina, allestito interamente a bordo di vagoni d'epoca. Comincia quindi la dura salita verso Enna che richiedeva doppie o triple trazioni ai tempi del vapore quando la linea era ancora tra le più importanti della Sicilia. Dopo la lunga Galleria Misericordia, si giunge alla Stazione di Enna, scalo passeggeri di una certa importanza, dopodiché la linea ridiscende verso la Valle del Dittaino, fino ai 280 m s.l.m. della stazione di Dittaino che serve il Polo Industriale di Enna. La linea prosegue in discesa tra campi a seminativo ed agrumeti fino a Catenanuova ed oltre attraverso la Piana di Catania; la vicinanza al capoluogo etneo viene resa tangibile dalla vista degli insediamenti industriali e dell'aeroporto.
La linea ebbe rilevanza sin dalla nascita perché collegava i tre maggiori centri urbani di Palermo, Catania e Messina. Inoltre perché funzionale al trasporto minerario dalle miniere di zolfo nissene, di Villarosa e dell'ennese (tra cui quelle importanti di Floristella e di Grottacalda) ai porti di imbarco. L'importanza della linea per il traffico merci è andata scemando fino agli anni settanta in seguito alla sistematica chiusura delle miniere e soprattutto all'apertura dell'autostrada A19, più competitiva per il collegamento viaggiatori tra le due località estreme.
La ferrovia ha un modesto traffico di pendolari tra Enna e Caltanissetta, e tra queste e Catania, e nonostante gli ammodernamenti e l'utilizzo di sistemi moderni di circolazione registra in atto bassi standard utilizzativi, con scarsa offerta di treni viaggiatori e pochi treni merci.
Dagli inizi degli anni duemila si è lentamente concretizzato un progetto di potenziamento con rilevanti modifiche strutturali della linea iniziando dal primo tratto Bicocca - Catenanuova nell'ottica di un potenziamento futuro e di uno sviluppo della rete ferroviaria della Sicilia centrale e della Sicilia orientale. L'asse ferroviario Palermo-Catania-Messina è inserito nelle opere previste dal decreto Sblocca Italia, che ha stanziato 816 milioni sugli 8000 necessari per l'intera opera secondo le stime del Governo.
Nel 2017, l'approvazione del progetto definitivo, a firma Maurizio Gentile, AD e direttore generale di Rete Ferroviaria Italiana, ha dato luogo alla messa a gara del raddoppio e della velocizzazione del lotto Bicocca - Catenanuova. Il progetto del tracciato prevede una velocità massima commerciale fino a 200 km/h.
Il bando di gara per la progettazione esecutiva e per la realizzazione dei lavori è stato pubblicato sulla Gazzetta Ufficiale dell'Unione Europea e sul portale acquisti di RFI per un importo a base d'asta di 220 milioni di euro. La conclusione della gara è prevista entro la fine del 2017.
L'intervento consiste nella costruzione della linea a doppio binario tra Bicocca e Catenanuova (circa 37 km); parte del tracciato si sviluppa in affiancamento alla linea esistente, parte è in variante. Il completamento è previsto nel 2022. Uno dei due binari nuovi sarà attivato nel 2020.

### Le linee minori dell'entroterra
La rete, definibile minore perché a scartamento ridotto, si sviluppò come estensione e complemento di due linee principali: la trasversale nord-sud Palermo-Corleone-San Carlo e la longitudinale costiera Castelvetrano-Porto Empedocle. La maggior parte delle altre si attestò a stazioni intermedie o terminali delle prime due. Fanno eccezione le linee dell'entroterra centrale che nacquero a supporto della Palermo-Catania.

### Le linee in concessione

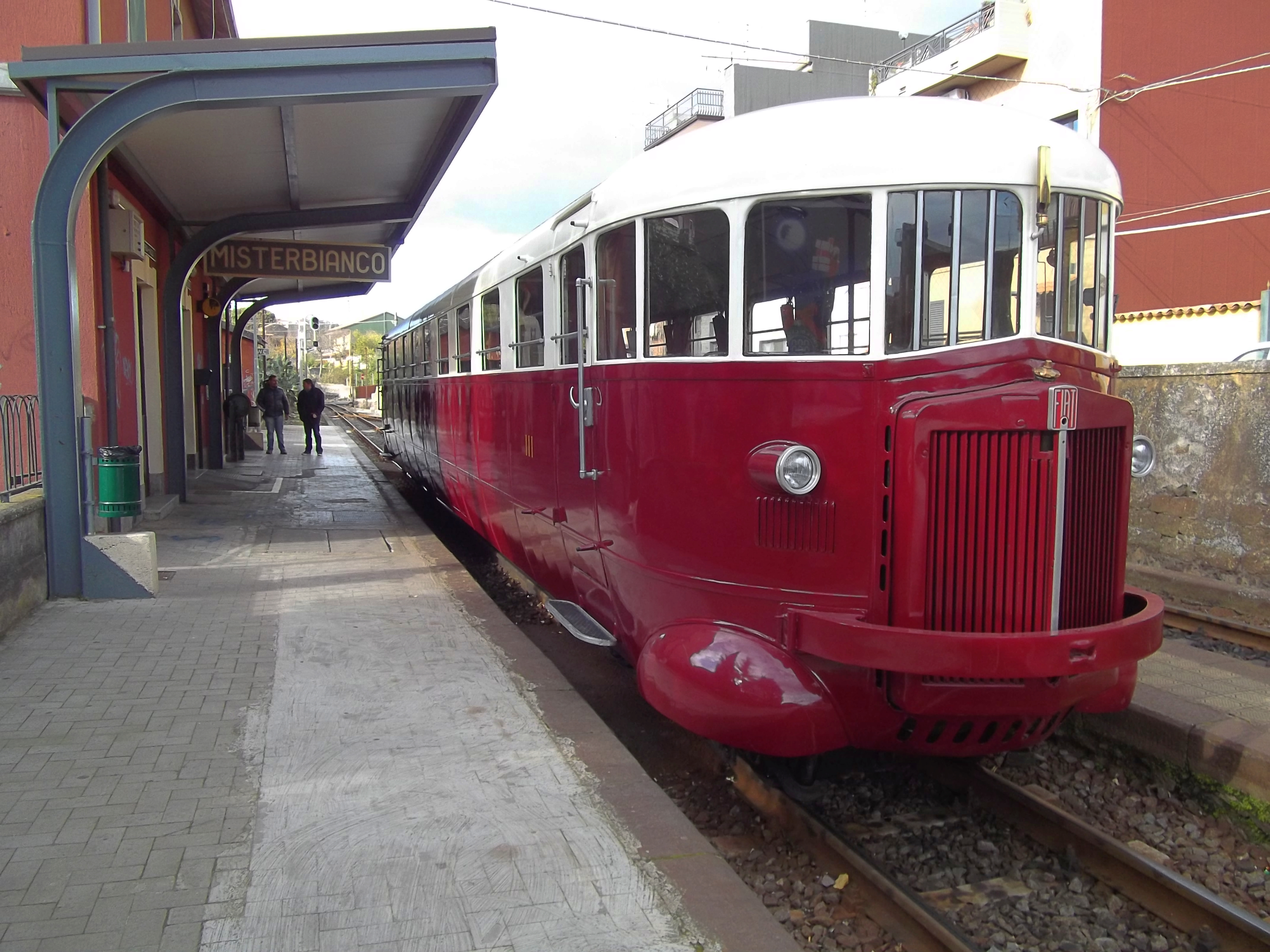
L'automotrice ALn 56.06 (serie ALn 56.01-06), di costruzione Fiat Ferroviaria, della Ferrovia Circumetnea, restaurata per l'espletanento di treni turistici ed amatoriali su richiesta.

Delle ferrovie siciliane in concessione solo una è sopravvissuta ai tagli e alle soppressioni; la Ferrovia Circumetnea che ha dato costante prova di vitalità e pur con periodi di grande difficoltà si è avviata, dalla soglia degli anni 2000, verso l'adeguamento al traffico metropolitano e turistico con ulteriori progetti di espansione della rete.
L'altra linea, la Ferrovia Siracusa-Ragusa-Vizzini, che attraversava la Valle dell'Anapo, venne chiusa e smantellata alla fine degli anni cinquanta pur rappresentando, se potenziata, il più breve collegamento tra Ragusa e Catania ed un prezioso mezzo di trasporto turistico per Pantalica.

## Caratteristiche della rete
Le ferrovie siciliane, pur essendo ancora abbastanza estese sono, eccetto alcune tratte di nuova costruzione a ridosso delle aree delle tre maggiori città siciliane, generalmente di concezione e tracciato obsoleti e quindi inadeguate alle mutate esigenze economiche del territorio siciliano. La chiusura di oltre 700 km di linee avvenuta a partire dagli anni cinquanta non ha sortito la progettazione e realizzazione di nuovi tracciati lasciando le aree della Sicilia centrale e sud-occidentale prive di collegamenti ferroviari: la zona sud della provincia di Enna, di grande interesse turistico-archeologico, e la costiera da Castelvetrano ad Agrigento e Licata, nella quale si trovano importanti aree archeologiche, come Selinunte, Eraclea Minoa ed Agrigento e città come Sciacca, Ribera, Castelvetrano e Porto Empedocle.

### Elettrificazione e raddoppiamento dei binari
La rete è per la massima parte a semplice binario (1147 km) e di questa ne sono stati elettrificati 792 km. L'estensione delle linee a doppio binario elettrificato è di 223 km. Le linee a trazione termica assommano a 578 km.

### Obsolescenza delle linee siciliane e lenta riqualificazione
Le strade ferrate della Sicilia sono state quasi tutte progettate negli ultimi decenni dell'Ottocento; alcune, pur se progettate agli inizi del Novecento, hanno visto i lavori di costruzione molto più tardi e per buona parte solo nel ventennio di governo fascista, come la Motta Sant'Anastasia-Regalbuto, la Alcantara-Randazzo e la maggior parte della rete a scartamento ridotto. Dal secondo dopoguerra hanno subito poche e limitate opere di riqualificazione, spesso con notevole lentezza di esecuzione. Per altre, in particolare per la rete a scartamento ridotto, è iniziato il progressivo abbandono a sé stesse fino alla completa dismissione. Dagli anni ottanta in poi sono stati realizzati alcuni ammodernamenti tra cui la costruzione ex-novo della diramazione per l'aeroporto di Punta Raisi e alcuni raddoppi delle tratte afferenti alle principali città, Palermo, Catania, Messina e Siracusa (tra Targia e Siracusa), e della rete principale a binario unico, quali quello tra Messina e Patti comprendente l'importante Galleria Peloritana. Gli ammodernamenti dei nodi attorno alle due maggiori città dell'Isola sono costruiti a intervalli, con lentezza, e sembrano ancor lontani dall'essere completati. La linea Caltagirone - Gela, ultima nuova linea ferroviaria completata (ma in costruzione dall'anteguerra) è entrata in esercizio nel 1979, ma è fuori servizio a causa del crollo di un importante viadotto. Molti lavori eseguiti o iniziati vennero definitivamente abbandonati negli anni cinquanta del XX secolo, quali il proseguimento verso Palermo della tratta Regalbuto-Nicosia o la Canicattì-Caltagirone. Sono in corso i lavori per il raddoppio, con opportune varianti di tracciato, della Catania-Palermo, e sono iniziati i lavori di raddoppio del tratto ancora a binario unico della Messina-Catania, tra Giampilieri e Fiumefreddo, in quasi totale variante e in galleria. Sono temporaneamente chiuse al servizio ferroviario alcune linee della Sicilia sud-orientale per lavori di ammodernamento.

### Tecnologie di controllo e sicurezza
Secondo i dati ufficiali di RFI, al 2017, i sistemi di telecomando della circolazione (SCC/CTC+DPC) sono adoperati su un totale di 1340 km.
La sicurezza della circolazione è garantita dalla presenza di,
- SCMT, per il controllo della marcia del treno installato su 1123 km;[2]
- SSC, per il supporto alla guida operante su 247 km[2].

### Mezzi in esercizio e velocità di percorrenza

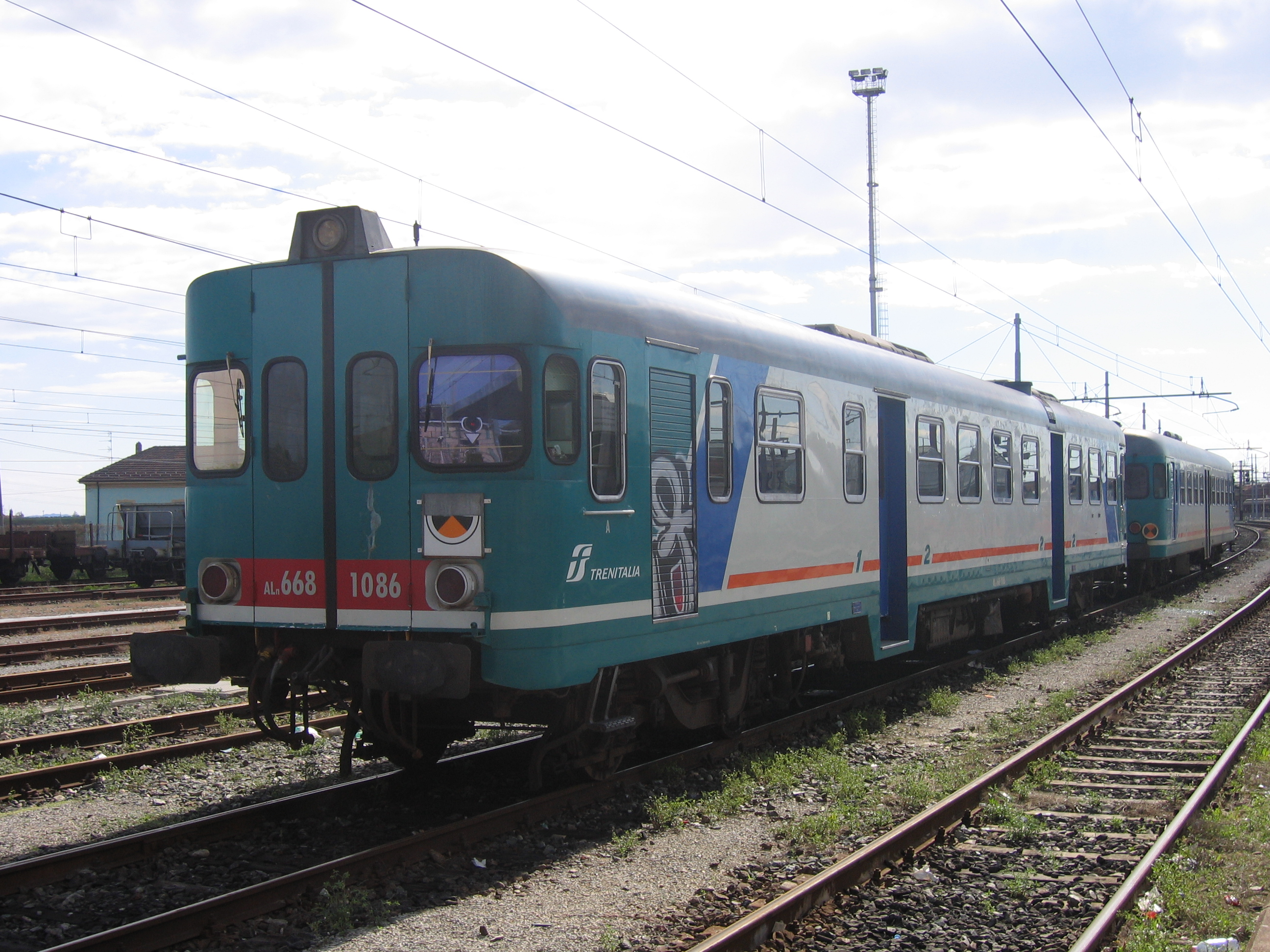
Una coppia di automotrici serie ALn 668: una presenza costante sulle linee interne della Sicilia.

I mezzi in circolazione sulle ferrovie della Sicilia sono stati oggetto di un certo rinnovamento nel corso degli anni settanta quando le Ferrovie dello Stato hanno provveduto a sostituire la maggior parte delle locomotive a vapore con moderni locomotori diesel, immettendo anche automotrici del tipo ALn 668 al posto di rotabili antiquati. Per molto tempo in seguito tuttavia, vi è stato spesso un riciclo di rotabili molti dei quali provenienti dagli impianti ferroviari del centro-nord dove erano in esubero a causa dell'arrivo di mezzi dell'ultima generazione o ad alta velocità. 
Dal 22 novembre 2009 tra Messina e Patti, sulla Palermo-Messina, si possono raggiungere velocità fino a 220 km/h, mentre i 150 km/h di velocità massima restano raggiungibili solo su due brevi tratte della Messina-Catania e in prossimità di Palermo. Nel resto delle linee le velocità massime raggiungibili, solo in poche occasioni, superano i 120 km/h; restano, nella massima parte, entro e al disotto dei 100 km/h, con lunghi tratti interni a soli 75/80 km/h
Bisogna considerare che le condizioni di dissesto idrogeologico della Sicilia provocano sovente degli smottamenti, ben visibili a chi percorre la rete di strade statali e provinciali dove causano forti dislivelli del piano stradale da percorrere a passo d'uomo. Sulla rete ferroviaria, il cui tracciato è, in molti casi, ancora quello del secolo scorso tali eventi provocano spesso l'interruzione del traffico o nei casi meno gravi dei rallentamenti che disturbano la regolarità della corsa dei treni.

### Pendenza
L'orografia difficile della Sicilia ha fatto sì che molte linee fossero costruite con forti pendenze per contenere i costi. La pendenza massima raggiunge il livello del 31 per mille sulle rampe che conducono ad Enna e il 30 per mille da Agrigento bassa ad Aragona, e sulle rampe della linea tra Modica e Ragusa. Le altre linee hanno pendenze più ridotte: si va dal 22 per mille nei pressi di Castelvetrano sulla Palermo-Trapani, al 16 per mille tra Lentini e Siracusa sulla Messina-Siracusa. La ferrovia Dittaino-Piazza Armerina-Caltagirone, non più esistente aveva molti tratti a cremagliera per affrontare i dislivelli notevolissimi, fino al 75 per mille tra Mulinello e Valguarnera Caropepe e al 35 per mille tra Caltagirone e Piazza Armerina. Sulla Ferrovia Circumetnea le pendenze raggiungono il 40 per mille.

## Traffico

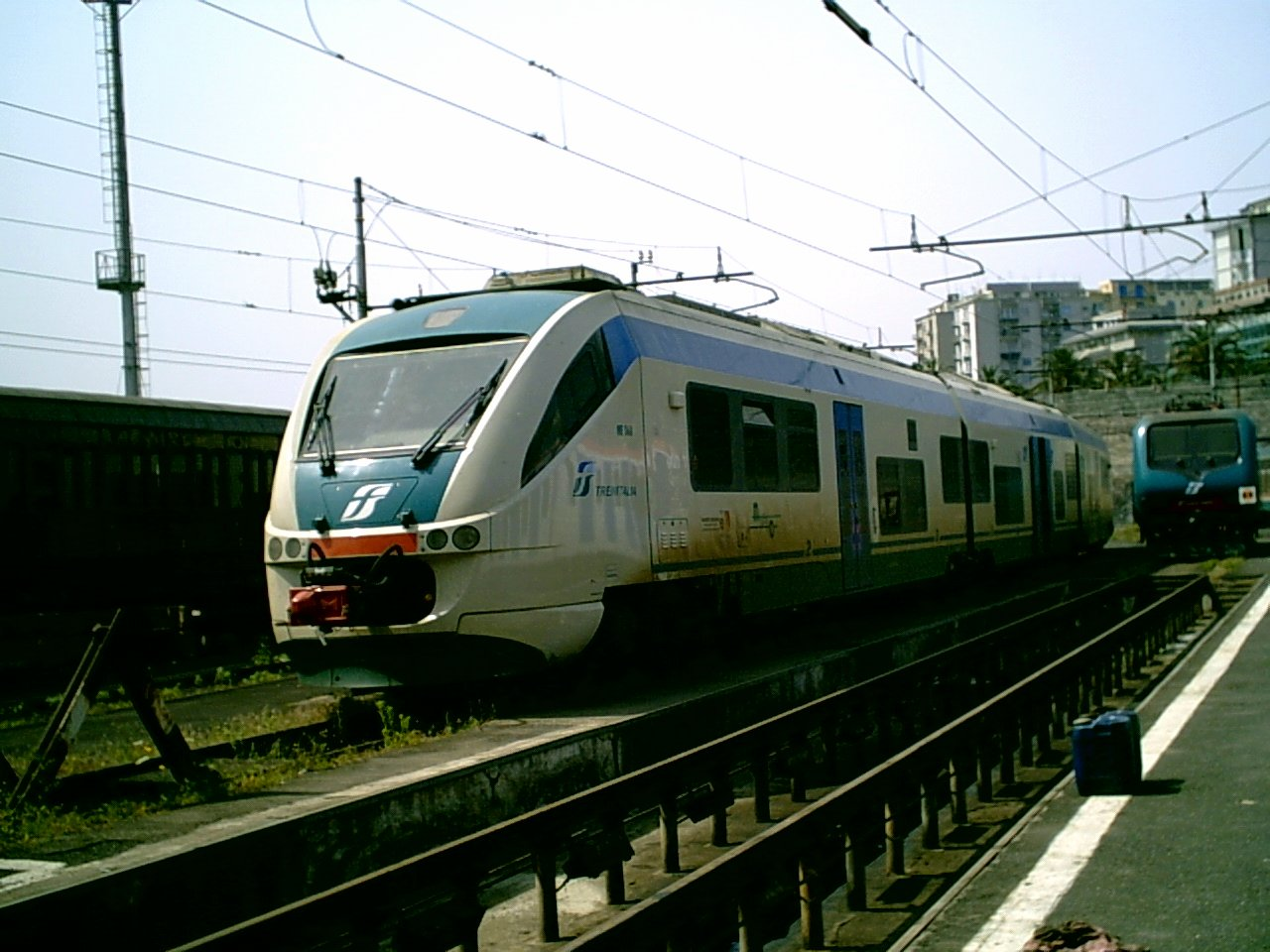
Un treno "Minuetto" (in servizio su alcune linee siciliane), in sosta al Deposito Locomotive di Catania.

La rete ferroviaria della Sicilia ha una valenza prevalentemente locale; i collegamenti, tramite lo stretto, traghettando i rotabili tra le stazioni di Villa San Giovanni e Messina Marittima sono stati fortemente ridimensionati nel corso del primo decennio degli anni duemila. Il traffico viaggiatori complessivo a lunga distanza, intenso dagli anni sessanta in poi, è andato progressivamente a scemare fino a livelli estremamente modesti. Solo il traffico pendolare attorno alle aree urbane più grandi ha qualche consistenza. Le direttrici più trafficate sono quelle linee costiere tirrenica, sui tratti afferenti a Palermo e a Messina, e ionica, su quello Messina-Catania.
Gli impianti ferroviari più importanti, quelli di Palermo, di Messina e di Catania dagli ultimi anni del secolo scorso hanno accusato una costante contrazione del traffico viaggiatori a lunga distanza. Ha contribuito anche il progressivo disimpegno societario del gruppo FS che ha diminuito consistentemente l'offerta di servizi su rotaia. È in fortissima contrazione anche il traffico merci su ferro, i cui terminali più importanti sono la stazione di Bicocca, nella cui area è in corso di realizzazione l'interporto di Bicocca e le stazioni, sede di snodi merci, di Gela, Termini Imerese, Priolo e Cannizzaro.

## Linee veloci e progetti in corso
In Sicilia non esistono linee ad alta velocità anche se sono state, a più riprese, diffuse delle ipotesi progettuali delle FS riguardanti la costruzione di una linea veloce in Sicilia, quasi in prosecuzione di una omologa linea AV/AC Battipaglia–Reggio Calabria inquadrata nell'ambito del programma europeo di un corridoio  Berlino-Palermo. Sono previsti significativi interventi di potenziamento lungo alcune linee della rete siciliana, tra le quali la ferrovia Palermo - Agrigento. Il tratto della linea per Trapani che attraversa la città di Palermo è stato in gran parte interrato, liberando ampie zone in superficie, ed è stato riaperto al traffico ferroviario nel mese di ottobre del 2018, dopo 3 anni dalla chiusura, per il suo rinnovamento e raddoppio del binario, con la costruzione di nuove fermate in sotterraneo. Ciò ha permesso l'ottimizzazione del servizio ferroviario metropolitano, attivo dal 2001, che collega il capoluogo regionale ed i comuni del suo circondario con l'aeroporto di Punta Raisi. Un progetto simile è in fase di realizzazione nel tratto della ferrovia jonica che attraversa il capoluogo etneo, dove si sta provvedendo alla sistemazione del nodo di Catania. Esso comprende anche la costruzione della stazione di Catania Aeroporto Fontanarossa, inaugurata il 14 marzo 2021, a servizio dell'Aeroporto di Catania-Fontanarossa e l'interramento e lo spostamento della stazione di Bicocca. Altri progetti prevedono la congiunzione della rete ferroviaria isolana con il costruendo Interporto di Catania Bicocca; sulla Messina-Siracusa è in corso il raddoppio dei binari tra Giampilieri e Fiumefreddo e la velocizzazione del percorso tra Catania e Siracusa. .
Completato il raddoppio del tratto della Palermo-Messina da Patti verso il capoluogo peloritano, è iniziata la costruzione del raddoppio di quello tra Fiumetorto e Cefalù Ogliastrillo. La tratta intermedia Patti-Castelbuono è rimasta a binario unico, ma esiste uno studio di fattibilità, nonché un progetto preliminare di raddoppio tra Patti e Capo D'Orlando. I cantieri della tratta Castelbuono-Fiumetorto furono aperti il 15 settembre 2008; nel mese di ottobre 2017 è stata inaugurata la tratta da Campofelice ad Ogliastrillo.
La sezione Palermo-Catania dell'unica linea prevista ad alta capacità — il cui progetto preliminare è risalente ai primi anni novanta, al tempo dell'istituzione dell'Ente FS — nelle ipotesi originarie avrebbe mantenuto come base per il tragitto Catania-Catenanuova il tracciato attuale, seppur con le opportune rettifiche. Al contrario, si sarebbe dovuto costruire un tracciato del tutto nuovo per il percorso Erei-Madonie-Cefalù-Palermo: la nuova ferrovia avrebbe comportato una lunga sezione in galleria per evitare le elevate pendenze e i terreni instabili della Sicilia interna e velocizzare la linea. Tale progetto incontrò le contestazioni della provincia di Enna perché non ne includeva il capoluogo. Sono state, nel corso degli anni, proposte delle varianti che, attraversando i territori della Sicilia centrale, pur comportando aumenti dei tempi di percorrenza, necessiterebbero di risorse finanziarie minori. Il "contratto istituzionale" del 28 febbraio 2013 ha in parte accolto quanto proposto in precedenza elaborandone gli aspetti contestati in merito alla sezione centrale della linea; in merito a tale sezione è stato modificato il punto di distacco dal vecchio itinerario portandolo da Catenanuova a Raddusa/Agira. Il contratto fu una delle premesse per un avvio dell'opera di ammodernamento dell'importante itinerario. L'anno dopo all'asse ferroviario Palermo-Catania-Messina furono destinati oltre 800 milioni per la realizzazione di una parte dell'opera.
Altri interventi sono stati stabiliti sulla Canicattì-Siracusa, nel tratto tra Comiso e Canicattì, nell'ottica di potenziare ed abbreviare i collegamenti con l'Aeroporto degli Iblei, con un investimento da 35 milioni.
Accanto ai progetti, però, restano evidenti anche le lacune del sistema ferroviario isolano, che appare, specie nelle sue linee interne, poco competitivo nelle sue infrastrutture, costringendo i convogli a muoversi molto spesso con velocità medie al di sotto di 100 km/h. La maggior parte delle linee è, inoltre, a semplice binario. 
Le linee isolane attraversano aree geologicamente in dissesto e instabili che mettono in crisi il delicato assetto ferroviario, oltre che stradale, siciliano, penalizzando ulteriormente i trasporti su rotaia, dati i lunghi tempi e gli alti costi richiesti per il ripristino delle tratte danneggiate: risultano inagibili, per cedimenti strutturali o smottamenti, le tratte Caltagirone - Gela e Trapani - Palermo via Milo, chiuse rispettivamente dall'8 maggio 2011 e dal 25 febbraio 2013, per un totale di oltre 130 km complessivi. A ciò va aggiunto che molte aree, specie interne, sono sprovviste del tutto di collegamenti ferroviari, nonostante le precarie condizioni della viabilità stradale e le potenzialità turistiche che esprimono: il riferimento può essere utilmente rivolto alla costa meridionale agrigentina ed alle aree interne della provincia ennese, che erano attraversate da ferrovie a scartamento ridotto, chiuse nella seconda metà del XX secolo.

## Treni siciliani con nome
Come nel resto della rete ferroviaria italiana anche in Sicilia hanno circolato treni con nome. In passato venivano identificati in tal modo i più importanti treni viaggiatori ma da qualche tempo ricevono un nome solo alcune relazioni interne suburbane o turistiche.
| Nome                 | Percorso                                                                                          | Epoca                           | Note                                                           |
| -------------------- | ------------------------------------------------------------------------------------------------- | ------------------------------- | -------------------------------------------------------------- |
| Akragas Express      | Agrigento Centrale - Porto Empedocle                                                              | periodico, dal 2010             | Turistico                                                      |
| Aurora               | Roma Termini - Siracusa                                                                           | 1974                            | Rapido, poi soppresso nella sez. siciliana                     |
| Archimede            | Roma Termini - Siracusa Roma Termini - Palermo Centrale                                           |                                 | Intercity.                                                     |
| Conca d'Oro          | Roma Termini - Palermo Centrale                                                                   | soppresso nel 2007              | Intercity-Notte; Attualmente Espressi "Bellini" e "Gattopardo" |
| Freccia del Sud      | Milano Centrale - Agrigento Centrale Milano Centrale - Siracusa Roma Termini - Agrigento Centrale | soppresso tra il 2009 e il 2010 | Espresso                                                       |
| Freccia della Laguna | Venezia S. Lucia - Siracusa - Palermo Centrale Venezia S. Lucia - Palermo Centrale - Siracusa     | soppresso nel 2011              | Espresso                                                       |
| Peloritano           | Roma Termini - Palermo Centrale Roma Termini - Siracusa                                           |                                 | Intercity, poi Intercity Plus                                  |
| Treno del Barocco    | Siracusa - Ragusa                                                                                 | periodico dal 2005              | Turistico (solo estivo)                                        |
| Treno dei Mille      | Calatafimi/Segesta - Marsala                                                                      | dal 2009                        | Turistico (11 maggio)                                          |
| Treno dell'Etna      | Torino Porta Nuova - Siracusa - Palermo Centrale                                                  | soppresso dal 2007              | Espresso                                                       |
| Treno del Sole       | Torino Porta Nuova - Palermo Centrale - Siracusa                                                  | soppresso fine 2011             | Espresso letti e cuccette                                      |
| Trinacria            | Milano Centrale – Palermo Centrale - Siracusa                                                     |                                 | Espresso, attualmente Intercity-Notte con letti e cuccette     |
| Trinacria Express    | Palermo Centrale – Punta Raisi                                                                    | dal 2001                        | Regionale                                                      |

## Trasporto suburbano e metropolitano su rotaia
In Sicilia esiste una sola metropolitana, quella di Catania.

A Palermo le Ferrovie dello Stato eserciscono un servizio ferroviario metropolitano, talvolta definito impropriamente "metropolitana".

Un servizio ferroviario suburbano (la cosiddetta "metroferrovia") è stato attivato anche a Messina adattando parte del percorso della linea ferroviaria per Catania che collega alla stazione di Messina Centrale i sobborghi del territorio cittadino fino a Giampilieri, a sud della città.

### Palermo

Mappa del servizio ferroviario metropolitano di Palermo

Il primo servizio ferroviario metropolitano di Palermo attivato nel 1990 in occasione dei mondiali di calcio di Italia '90 era meno esteso dell'attuale e costituito della sola tratta da Palermo Centrale a Giachery. Il passante ha assunto un'importanza rilevante nella rete di trasporto siciliana sia per estensione che per traffico passeggeri. È gestito da Trenitalia ed è costituito di 2 linee, che collegano Palermo Centrale a Palermo Aeroporto e Palermo Notarbartolo a Giachery.

#### Linea Palermo Centrale-Punta Raisi
Da Palermo Centrale Centrale a Palazzo Reale Orleans è in parte in superficie e in parte in sotterranea a doppio binario, che diviene sotterraneo fino a Francia per poi riemergere. Da qui in poi attraversa i principali centri del circondario occidentale, Capaci e Carini, e da quest'ultima fino all'Aeroporto di Punta Raisi sostiene un notevole traffico pendolare e di turisti tra lo scalo aereo e il capoluogo siciliano.
La linea è in esercizio dalle 4:45 alle 22:00 in direzione Aeroporto e dalle 5:30 alle 23:00 in direzione Stazione Centrale tutti i giorni della settimana, con numero di corse ridotto nei giorni festivi. La frequenza è di una corsa ogni 30 minuti sull'intero percorso intervellata negli orari di punta dal servizio espresso denominato "Genio", in onore al nume tutelare del capoluogo.
Queste le stazioni:
- Centrale
- Guadagna
- Vespri
- Palazzo Reale-Orleans
- Lolli
- Notarbartolo
- De Gasperi
- Francia
- San Lorenzo Colli
- La Malfa
- Cardillo-Zen
- Tommaso Natale
- Sferracavallo
- Isola delle Femmine
- Capaci
- Carini Torre Ciachea
- Carini
- Piraineto
- Orsa
- Palermo Aeroporto.

#### Linea Palermo Notarbartolo-Giachery
Il breve percorso è costituito da un singolo binario sotterraneo da Notarbartolo a Federico, il resto è in trincea. La linea è in esercizio dalle 6:40 alle 20:40, solo nei giorni feriali. La frequenza del servizio è di una corsa ogni 30 minuti nell'area urbana.
La linea ha 4 stazioni:
- Notarbartolo
- Libertà
- Federico
- Fiera
- Giachery

#### Ampliamenti previsti
- passante ferroviario: il cantiere fu aperto il 22 febbraio 2008 con l'intento del raddoppio del binario, dell'interramento di parte della linea e la creazione di 9 nuove fermate: Roccella, Brancaccio residenziale, Guadagna, Palazzo di Giustizia, Lolli, Lazio-Restivo, Belgio, La Malfa, Sferracavallo il termine dei lavori era previsto entro il 2012.[37]
- anello ferroviario: i cui lavori prevedono la realizzazione di 3 nuove fermate (Porto, Politeama, Turrisi Colonna) ed il prolungamento della linea.
- metropolitana leggera: dal 2006 è in progetto una linea metropolitana leggera automatica: il progetto prevede a regime che la linea colleghi la zona sud dell'UPL Oreto-Guadagna con Mondello, passando per il centro storico, (stazione Centrale, ex-Borsa, Teatro Politeama), la stazione Notarbartolo e le periferie nord di San Lorenzo, lo ZEN e Partanna, per un totale di 20,77 km e 23 stazioni.[38] Nel primo lustro degli anni 2010 il progetto sembrò sfumare, tuttavia nel 2017 una delibera della giunta comunale annuncia la conclusione dell'iter del progetto preliminare approvato dal MIT.[39] Nel maggio 2019 il Comune annuncia la sua partecipazione all'avviso del ministero relativo alla “Presentazione di istanze per accesso alle risorse destinate al Trasporto Rapido di Massa ad Impianti Fissi”, con scadenza il 31 dicembre 2019, per ottenere almeno i finanziamenti per il primo lotto funzionale Oreto-Notarbartolo, lungo circa 6 km con 8 stazioni, i cui costi si aggirano agli 850 milioni di euro.[40][41] Il 6 agosto 2020 viene reso noto che il Comune di Palermo ha presentato l'istanza di finanziamento per l'adeguamento progettuale dell'opera, con un importo complessivo pari a 300000 €.[42]

### Catania

Mappa della metropolitana di Catania

La prima tratta della metropolitana di Catania fu inaugurata il 27 giugno 1999 ed entrò in servizio l'11 luglio dello stesso anno. All'inizio prevista come interramento della linea di attraversamento urbano della Ferrovia Circumetnea in corso di iter progettuale venne riprogettata quale vera e propria metropolitana gestita dalla stessa FCE. La sua costruzione, pur con alcune fasi di rallentamento dei lavori, è proseguita attivando progressivamente altra tratte del servizio urbano ma con lo scopo di estendere il collegamento ai centri pedemontani etnei di Paternò, Piano Tavola e Misterbianco e di raggiungere Librino e l'aeroporto di Fontanarossa.
È in esercizio la tratta Monte Po-Stesicoro; la tratta diramata in superficie a semplice binario Galatea-Porto è stata esclusa dal servizio viaggiatori ed è usata solo per servizio. La rete è dotata di 13 stazioni, di cui 12 interrate. Il tracciato in superficie si sviluppa lungo la zona costiera affiancato ai binari FS della stazione di Catania Centrale, a binario singolo per 1815 m (tra Galatea e Porto). La metropolitana è servita dagli elettrotreni serie "M.88" e "CT0", di costruzione Firema.
È in corso di realizzazione il passante ferroviario di Catania del quale è già attivo il tratto urbano tra Cannizzaro, Ognina e Catania Centrale mentre è ancora in fase di progetto esecutivo quello tra Catania e Bicocca (la cui stazione dovrà essere interrata) come del resto tutto il binario RFI della tratta interessata della Messina-Catania con la creazione di 4 ulteriori fermate. È iniziata nel febbraio 2019 e conclusa nel dicembre 2020 la costruzione della stazione "Fontanarossa" in prossimità dell'aeroporto di Fontanarossa.

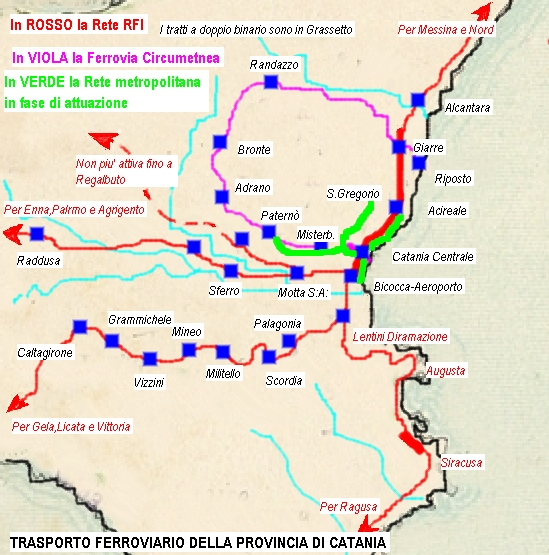
Il vecchio assetto del trasporto metropolitano e suburbano di Catania

Sono in costruzione altre "tratte" della metropolitana: Monte Po-Misterbianco e Stesicoro-Aeroporto Fontanarossa. L'estensione extraurbana Misterbianco-Paternò lunga 11,5 km di cui circa il 50% interrato e con 7 stazioni da realizzare, è in corso di costruzione.

### Messina
A Messina, il 15 giugno 2009, entrò in funzione la cosiddetta Metroferrovia per collegare con un servizio ferroviario dedicato, avvalendosi del tracciato a doppio binario della ferrovia Messina-Catania, per complessivi 16 km nel tratto urbano di Messina, il centro della città ai sobborghi meridionali; vennero istituite 11 fermate. Il servizio è gestito da RFI mediante un contratto di servizio.
Il servizio fu sospeso dal 1º ottobre 2009 a causa dell'alluvione di Messina del 2009 e ripristinato dal 27 settembre 2010.

## Tranvie
Tra la fine dell'Ottocento e i primi anni del Novecento, furono realizzate anche in Sicilia alcune linee tranviarie extra-urbane per il collegamento tra le città più grandi e il circondario; persero la loro competitività in seguito allo sviluppo del trasporto su strada a partire dagli anni trenta.
Tra queste si ricorda la tranvia Catania-Acireale, che collegava il capoluogo etneo con Acireale seguendo un percorso di 14,3 km che attraversava Aci Castello ed Aci Trezza; aperta nel 1915, fu chiusa nel 1934.
Un'altra linea extra-urbana era la tranvia, di tipo elettrico a funicolare, che si arrampicava sul colle di Monreale a circa 300 m s.l.m.. Aveva una forte valenza turistica per la veduta panoramica durante il tragitto.
A Messina vennero realizzate delle linee tranviarie extra-urbane molto estese con una lunghezza totale di 74 km: la tranvia Messina-Granatari-Barcellona Pozzo di Gotto, che dal capoluogo peloritano andava verso nord, inaugurata nel 1890 e la tranvia Messina-Giampilieri diretta a sud, entrambe promosse da una società a capitale belga.
Altre linee tranviarie furono realizzate per il trasporto minerario nella Sicilia centrale e sud occidentale. Nell'entroterra siciliano nacque la Raddusa-Miniera di Sant'Agostino attestata nella stazione di Raddusa-Agira della ferrovia Catania-Palermo destinata a servire le numerose miniere di zolfo dell'Ennese e la Porto Empedocle-Lucia per quelle dell'agrigentino.
A partire dalla fine degli anni trenta e nel secondo dopoguerra le linee tranviarie siciliane vennero soppresse una dopo l'altra e sostituite da linee di filobus o di autobus.

### Rete tranviaria di Palermo

Mappa delle 4 linee della rete tranviaria di Palermo

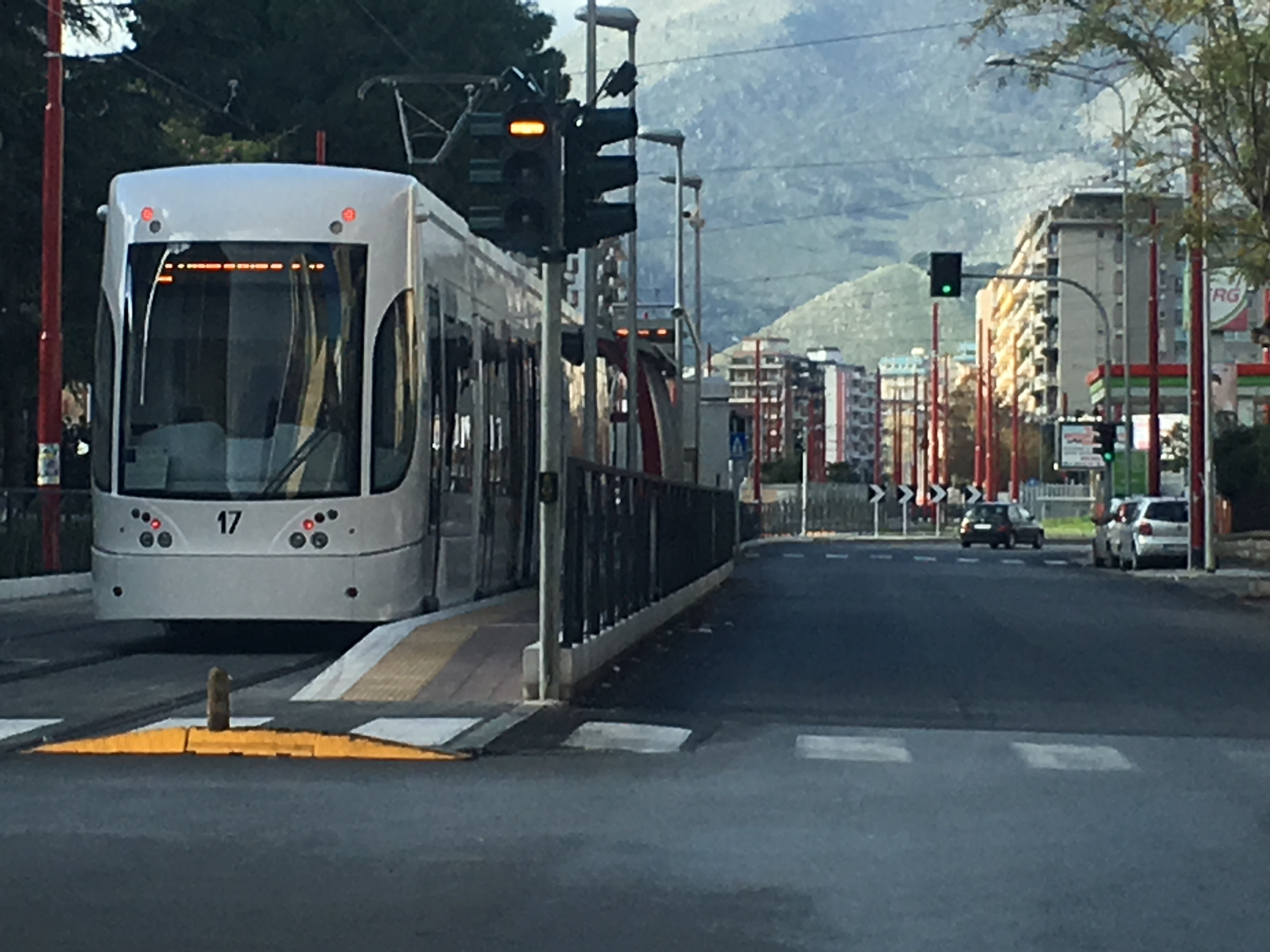
Bombardier Flexity Outlook, utilizzati per la rete tranviaria di Palermo, in via Leonardo da Vinci

Alla fine del XX secolo, per rispondere alle esigenze di mobilità della città di Palermo venne studiato un progetto, denominato "Servizio di P. & C.M., per la progettazione e costruzione di 3 linee tramviarie in Palermo"; commissionato dalla Italconsult S.p.A. e da Groupe Scetauroute, subì una revisione nel 1998. Responsabile della revisione e del progetto esecutivo fu l'ingegnere Vinicio Brandani. Il sistema prevedeva tre linee: una dalla zona industriale Roccella alla Stazione Centrale, una dal rione Borgo Nuovo alla stazione ferroviaria Notarbartolo e una dal rione San Giovanni Apostolo (ex Cep) alla stazione Notarbartolo, passando per il viale Regione Siciliana fino allo svincolo di corso Calatafimi. Il progetto prevedeva numerose opere accessorie quali, tre soprapassi pedonali lungo il viale Regione Siciliana, tra piazza Einstein e corso Calatafimi, lavori di sistemazione delle sedi stradali, due depositi per il materiale rotabile con annesse officine, nella zona industriale di Roccella e in via Castellana; i percorsi su corsie protette del tutto separate da quelle stradali. I convogli in servizio previsti, 17 bidirezionali da 250 posti (dei quali 62 a sedere), con 6 accessi per lato e dotati di sistemi informativi con schermi e audio interni. La velocità commerciale era prevista in circa 20 km/h. Lo sviluppo complessivo del sistema di poco superiore ai 15 km, con 40 fermate (quasi ogni 400 metri) aveva un costo complessivo di circa 192 milioni di euro. Era previsto il completamento entro 5 anni dall'avvio del cantiere (ottobre 2006) con le tre linee ultimate approssimativamente con una cadenza di 44, 48 e 52 mesi a partire dalla data di inizio lavori. Il 30 dicembre 2005 l'appalto fu aggiudicato a un'associazione temporanea di imprese composta dal consorzio "Sis" con sede in Torino, le ditte romane "Bombardier Transportation Italy" e "Mosco & Associati", la "Edil Scavi" di Messina, la "Amec Spie Rail" di Milano e le berlinesi, "Seib Ingenieur-Consult", Ingenieurbüro Wosnitza e Knappe" ed "ETC Transport Consultants".
I cantieri, aperti in ottobre 2006, iniziarono i lavori a giugno del 2007.
La rete tranviaria di Palermo, costituita da quattro linee tranviarie urbane fu inaugurata il 30 dicembre 2015 con le seguenti linee:
- 1 Roccella - Stazione Centrale
- 2 Borgo Nuovo - Stazione Notarbartolo
- 3 CEP - Stazione Notarbartolo
- 4 Corso Calatafimi - Stazione Notarbartolo

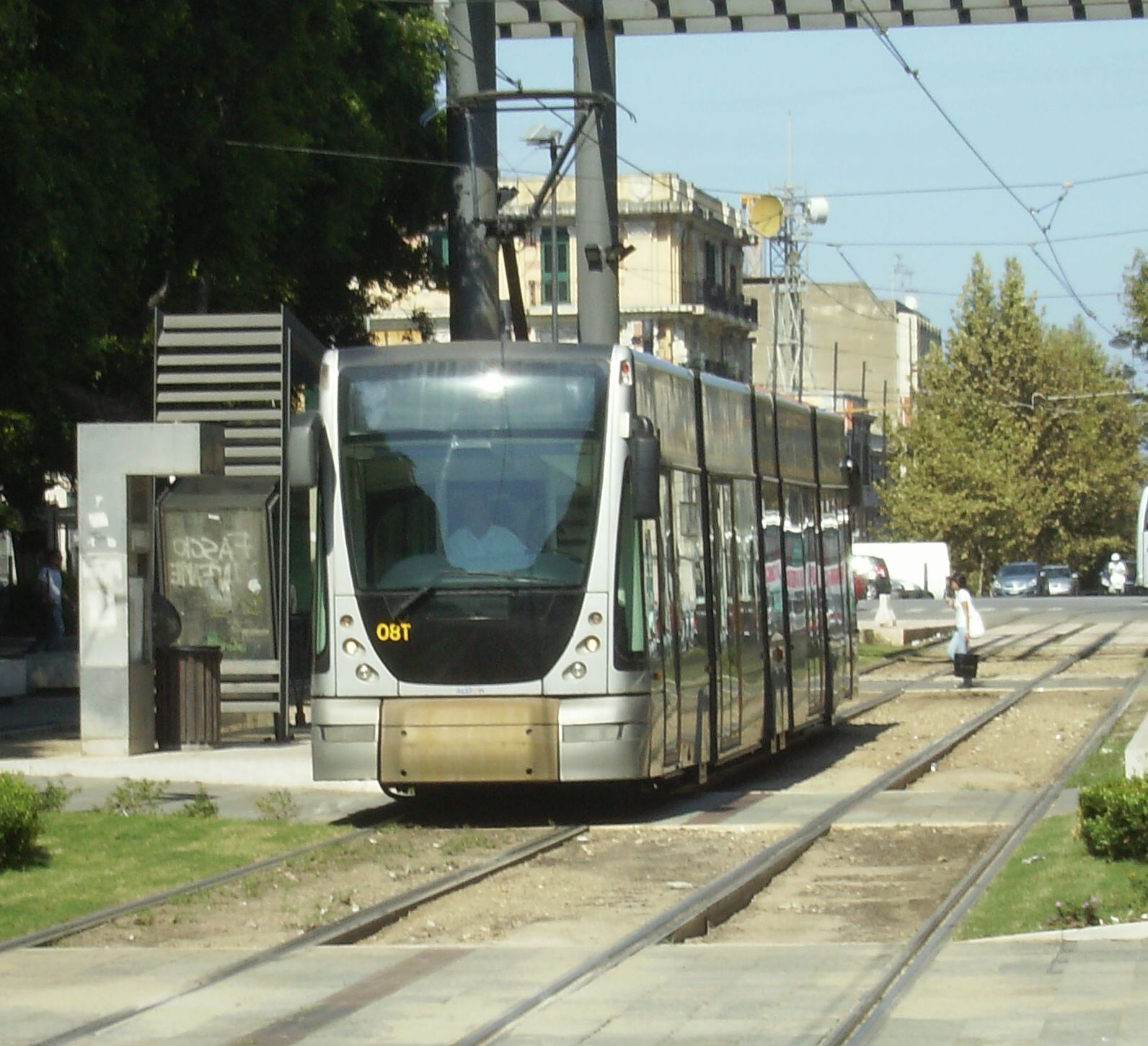
Un tram della tranvia messinese

### Tranvia di Messina
La tranvia di Messina, della lunghezza di 7,7 km, entrò in esercizio a Messina il 3 aprile del 2003 dopo un lungo periodo di gestazione e di costruzione e ad oltre mezzo secolo dalla dismissione della rete urbana precedente la cui ultima linea era stata soppressa nel 1951; per l'espletamento del servizio vennero messi in funzione 15 tram articolati a 5 elementi modello Cityway di Alstom.
I tram effettuano 18 fermate e permettono di raggiungere il Policlinico, il capolinea sud degli autobus (al capolinea di Gazzi), il cimitero; attraversano il centro cittadino percorrendo viale San Martino e Piazza Cairoli.

### Società ferroviarie
- Ferrovie dello Stato Italiane
- Società Vittorio Emanuele
- Società per le Strade Ferrate della Sicilia
- Società della Ferrovia Sicula Occidentale

### Linee ferroviarie
- Ferrovia Palermo-Messina
- Ferrovia Palermo-Trapani
- Ferrovia Palermo-Catania
- Ferrovia Palermo-Corleone-San Carlo
- Ferrovia Palermo-Agrigento-Porto Empedocle
- Ferrovia Castelvetrano Porto Empedocle
- Ferrovia Castelvetrano-San Carlo-Burgio
- Ferrovia Caltanissetta Xirbi-Agrigento
- Ferrovia Agrigento-Naro-Licata
- Ferrovia Canicattì-Caltagirone
- Ferrovia Catania-Caltagirone-Gela
- Ferrovia Catania-Motta-Regalbuto
- Ferrovia Messina-Siracusa
- Ferrovia Siracusa-Gela-Canicattì
- Ferrovia Siracusa-Ragusa-Vizzini
- Ferrovia Lercara-Filaga-Magazzolo
- Ferrovia Dittaino-Piazza Armerina-Caltagirone
- Ferrovia Dittaino-Leonforte
- Ferrovia Circumetnea